# 高島 (長崎県佐世保市)
高島（たかしま）は北松浦半島の南西の海上にある島。

## 地理

### 概要
- 人口 - 204人（2010年国勢調査確定値）[1]

島の形はタツノオトシゴを横から見た形に似ており、港湾施設及び集落は中部の尾がくびれた形になっている所に集中している。南部（尾の先端部）の番岳は江戸時代に平戸藩が沿岸警備のための番所を置いたことが名の由来となっている。
九十九島の一つに数えられる。南部に旧石器時代の遺跡と、独自のイモガイ文化を持つ縄文時代草創期から古墳時代にかけての複合遺跡である宮の本遺跡がある。
全域が相浦地域に属する。かつては北松浦郡相浦町高島免。1938年（昭和13年）、相浦町の佐世保市編入後は佐世保市高島免となり、1958年（昭和33年）に町名が設置され佐世保市高島町となり現在に至る。
九十九島の４つある有人島の一つで、２番目に大きな島である。九十九島の豊かな環境が残り、夕日・朝日の両方を見ることができる美しく素朴な離島である。

### 小字
以下にかつての高島免に存在した小字地名の一覧を記す。小字は1958年に免とともに廃止されたが、現在も一部の地名が地理院地図等で確認可能である。
- 船屋、崎田、乗越、雨池、番岳、春、前田、宮ノ本、菖蒲田、鯨ヶ浦、内手、三浦、馬込、ナガハエ、サガリ山、楼田、大久保、西ノ平、小高島

## 産業
漁業と漁獲物加工が中心。特に高島ちくわが名産品として知られる。
市によると2016年頃に島で唯一の食料品店が閉店したため商店がなくなっていた。岐阜県の測量会社「ACS」が2021年（令和3年）秋に高島漁港に水産加工場を開設。2022年（令和4年）夏にACSが水産加工工場内に、食品や飲料、日用品をそろえた直売所「A-shop☆」をオープンさせたことで島内に再び商店が復活した。
新たな特産品づくりも活発であり、地魚を使った様々な商品やクエを使った商品なども新たな名産となっている。
特にACSが運営する「よか魚」のクエ鍋は長崎県を代表する水産品としての位置づけである「長崎俵物」にも認定されている。

## 地域活性
2023年5月に島の若手有志を中心とした産官学金民の地域活性団体「一般社団法人高島活性化コンベンション協会ESPO」が発足した。一部離島且つ小規模離島の高島の厳しい状況を打破して、明るい未来ある有人島として存続することを目的に「インフラ」「産業活性」「観光創造」「共生教育」「環境・文化」の事業コンセプトを基に活動している。尚、初代代表理事はACSの代表取締役である重村友介と元佐世保市議宮城憲彰である。　
2024年11月現在「子ども交通難民対策」「地域間共生交流事業」「観光構築事業」「情報インフラ改善事業」「高島アート事業」など多岐に渡り、事業を実施している。

## 交通

### 島へのアクセス
- 黒島旅客船（ニューフェリーくろしま） 相浦港 - 高島 - 黒島 ※相浦から高島まで所要約30分、1日3往復運航。
  - 相浦港までは、松浦鉄道佐世保駅から西九州線で相浦駅まで約30分、相浦駅から徒歩約5分。または佐世保駅前から西肥バス（させぼバスも含む）相浦桟橋行きで約35分、終点下車すぐ[6]。
- 海上タクシー（じゅうふく・さくら）

　　・一日３便往復しており、島にとっては無くてはならないインフラである。
　　　所要時間は１０分程度

### 島内の交通
2007年現在、島内には公共交通機関がない。島内の移動は徒歩か自家用車等による。
・２０２４年度より電動自転車の貸し出しを行っており、来島者への移動ツールとして存在している。

## 施設

### 公共
- 佐世保市総合医療センター高島診療所

### 教育機関
- 相浦小学校高島分校
  - 中学生以上はすべて島外の学校に通うことになる。
- 高島保育所

## 名所・観光スポット
- 宮の本遺跡
- 番岳[7] [8]